# تریستان جمیل
تریستان جمیل (انگلیسی: Tristan Gemmill؛ زادهٔ ۶ ژوئن ۱۹۶۷) بازیگر اهل بریتانیا است. وی از سال ۱۹۸۱ میلادی تاکنون مشغول فعالیت بوده‌است.
از فیلم‌ها یا مجموعه‌های تلویزیونی که وی در آن‌ها نقش داشته‌است، می‌توان به تلفات، خیابان کورونیشن، ایست‌اندرز و پوآرو اشاره نمود.